# Sajik-dong, Seoul
Sajik-dong (koreanska: 사직동) är en stadsdel i stadsdistriktet Jongno-gu i Sydkoreas huvudstad Seoul. 